# Мавзолей Ибрагим-ата
Мавзолей Ибрагим-ата (каз. Ибраһим ата күмбезі) — мавзолей в городе Шымкенте, на территории жилого массива Сайрам. Усыпальница шейха Ибрагима, отца знаменитого суфийского поэта Ходжи Ахмеда Ясави. Включён в список памятников архитектуры республиканского значения Казахстана.

## История
Первый мавзолей над могилой шейха Ибрагима, строившийся в XII-XIV вв., к XVI в. обветшал и разрушился. Около XVI — XVII вв. было воздвигнуто новое здание.
В середине XIX в. в результате землетрясения обрушился купол мавзолея. В начале XX в. провалившаяся крыша была восстановлена в упрощённой конфигурации.
В начале 1990-х гг. правительство независимого Казахстана выделило средства на реставрационные работы. В результате дорога, проходящая у самых стен мавзолея, была отодвинута на 20 метров в сторону, а архитектурный памятник укреплён слоем земли у основания.
Ибрагим Ата происходил из благородной семьи. Увлекался земледелием. Обладал даром проповедника. Также преподавал ислам для последователей. 

## Описание
Мавзолей расположен на окраине северо-западной части села Сайрам, на высоком холме у дороги в село Аксу. Здание представляет собой квадратное в плане однокамерное купольное сооружение, характерное для средневекового среднеазиатского зодчества.
Площадь мавзолея составляет 7,2×7,2 м, высота — 8,25 м. Сооружение двухуровневое, с одним внутренним помещением. Вход находится с южной стороны. В западной стене располагается окно, оправленное в деревянную раму. Внутренние стены оштукатурены, пол обложен кирпичом и покрыт смесью глины и цемента.
Вместо оригинального купола в ходе реставрации в начале XX века была возведена четырёхскатная пологая железная кровля, в центре которой расположен конусообразный купол.